# Джаны-Джер (Чуйская область)
Джаны-Джер (кирг. Жаңы-Жер) — село в Сокулукском районе Чуйской области Кыргызстана. Административный центр Джаны-Джерского айылного аймака.

## География
Село расположено в северной части области, на правом берегу реки Сасык-Суу, на расстоянии приблизительно 25 километров (по прямой) к северо-востоку от села Сокулук, административного центра района. Абсолютная высота — 601 метр над уровнем моря.

## Население
Согласно оценочным данным Национального статистического комитета Кыргызской Республики, численность населения села на начало 2023 года составляла 6190 человек.
| год     | 2009 | 2014 | 2015 | 2020 | 2021 | 2023 |
| ------- | ---- | ---- | ---- | ---- | ---- | ---- |
| человек | 5979 | 5381 | 5501 | 6048 | 6128 | 6190 |